# マリーア・イザベッラ・ディ・スパーニャ
マリーア・イザベッラ・ディ・スパーニャ （Maria Isabella di Spagna, 1789年7月6日 - 1848年9月13日）は、両シチリア王フランチェスコ1世の2度目の妃。スペイン語名はマリーア・イサベル・デ・ボルボン・イ・ボルボン＝パルマ（María Isabel de Borbón y Borbón-Parma）。

## 生涯
スペイン王カルロス4世と王妃マリア・ルイーサの四女として、マドリードで生まれた。
実父は宰相マヌエル・デ・ゴドイだと噂されていたため、マリーア・イザベッラは公然と私生児呼ばわりされていた。
1802年7月、マドリードで従兄に当たるフランチェスコ王太子（最初の妃マリーア・クレメンティーナと前年に死別していた）と結婚。なおマリーア・イザベッラの兄フェルナンドはフランチェスコの妹マリーア・アントーニアと結婚している。
姑のマリーア・カロリーナは、自分の子供たちをオーストリア人と結婚させたいと考えており、スペイン・ブルボン家との婚姻に反対していたが、マリーア・カロリーナの反対を押し切って二重結婚が成立した。
夫フランチェスコとの間に12子をもうけた。
- ルイーザ・カルロッタ（1804年 - 1844年） - 叔父にあたるカディス公フランシスコ・デ・パウラと結婚。女王イサベル2世の夫フランシスコ・デ・アシースの母。
- マリア・クリスティーナ（1806年 - 1878年） - 伯父にあたるスペイン王フェルナンド7世の4度目の王妃。
- フェルディナンド2世（1810年 - 1859年）
- カルロ・フェルディナンド（1811年 - 1862年） - カプア伯。ペネロープ・スミスと貴賤結婚。
- レオポルド（1813年 - 1860年） - シラクサ伯。サヴォイア＝カリニャーノ公女マリーアと結婚。
- マリーア・アントニエッタ（1814年 - 1898年） - トスカーナ大公レオポルド2世妃。
- アントニオ（1816年 - 1843年） - レッチェ伯。
- マリーア・アメリア（1818年 - 1857年） - ポルトガル王子・スペイン王子セバスティアン・ガブリエル妃。
- マリーア・カロリーナ（1820年 - 1861年） - スペイン王位僭称者・モンテモリン伯カルロス妃。
- テレーザ・クリスティーナ（1822年 - 1897年） - ブラジル皇帝ペドロ2世皇后。
- ルイージ（1824年 - 1897年） - アクイラ伯。ブラジル皇女ジャヌアリア・マリア（皇帝ペドロ1世の娘）と結婚。
- フランチェスコ（1827年 - 1892年） - トラパーニ伯。トスカーナ大公女マリーア・イザベッラと結婚。

夫が1830年に死去した後は9年間未亡人で通したが、1839年1月にバルツォ伯フランチェスコと再婚した。